# ZABADAK (アルバム)
『ZABADAK』（ザバダック）は、1991年2月14日に発売されたZABADAKのCDアルバム。東芝EMIのレーベル「POPSIZE（ポップサイズ）」からリリースされた（品番：TOCT-6003）。
1987年8月26日発売の『WATER GARDEN』と同様、デビューアルバム『ZABADAK-I』（1986年3月20日発売）とセカンド・アルバム『銀の三角』（1987年2月4日発売）の2つのミニ・アナログ・アルバム（LPレコード）を再編集してCD化したカップリング・アルバムである。『WATER GARDEN』とは異なり、オリジナルアルバム発売時の曲順で収録されている。

## 曲目
1. わにのゆめ/CROCODILE DREAMER
  - 作詞：松田克志、作曲：吉良知彦、ボーカル：吉良知彦
  - 『ZABADAK-I』A面1曲目
2. 森林学者/THE FORESTER
  - 作曲：吉良知彦（インストゥルメンタル）
  - 『ZABADAK-I』A面2曲目
3. パスカルの群れ/The Vapour
  - 作詞：松田克志、作曲：上野洋子、ボーカル：上野洋子
  - 『ZABADAK-I』A面3曲目
4. ポーランド/POLAND
  - 作曲：吉良知彦（インストゥルメンタル）
  - 『ZABADAK-I』B面1曲目
5. オハイオ殺人事件/The Murder Case In Ohio
  - 作詞・作曲：吉良知彦、ボーカル：吉良知彦
  - 『ZABADAK-I』B面2曲目
6. 水のソルティレージュ/ SHOULDN’T HAVE TO BE LIKE THAT 
  - 日本語詞：麻生圭子、作曲：Kristoffersen and Kvalnes、編曲：安部隆雄、ボーカル：吉良知彦
  - 『銀の三角』A面1曲目
7. 風の丘 /WINDY HILL
  - 作詞：小峰公子、作曲・編曲：吉良知彦、ボーカル：吉良知彦
  - 『銀の三角』A面2曲目
8. ハイド・イン・ザ・ブッシュ /HIDE IN THE BUSH
  - 作詞・作曲：上野洋子、編曲：吉良知彦、ボーカル：上野洋子
  - 『銀の三角』A面3曲目
9. ガラスの森 /GLASS FOREST
  - 作詞：麻生圭子、作曲・編曲：吉良知彦、ボーカル：上野洋子
  - 『銀の三角』B面1曲目
10. 夜の彷徨（さまよい） /MERMAID
  - 作詞：松田克志、作曲・編曲：吉良知彦、ボーカル：上野洋子
  - 『銀の三角』B面2曲目
11. チグリスとユーフラテスの岸辺/VISIONS OF THE TIGRIS
  - 作詞：松田克志・一色線、作曲・編曲：吉良知彦、ボーカル：吉良知彦
  - 『銀の三角』B面3曲目